# Shady XV
Shady XV es un álbum doble, de recopilación y compilación de varios artistas de Shady Records, sello discográfico del cantante estadounidense Eminem, lanzado el 24 de noviembre de 2014, por Shady Records y Interscope Records. El álbum fue lanzado en honor al 15 aniversario de la etiqueta y como su proyecto de 15a (excluyendo lanzamientos en solitario de Eminem), la producción le tomó un lapso de grabación entre el 2013 y el 2014 y estuvo en las manos de Eminem entre otros productores tales como Slaughterhouse, Yelawolf. El álbum cuenta con las apariciones especiales de Skylar Grey, Kobe y Sia.

## Antecedentes y composición
El 3 de junio de 2014, el mánager de Eminem gerente y cofundador de "Shady Records" Paul Rosenberg tuiteó "Shady XV". El 23 de agosto de 2014, durante su última parada de El tour Monster con Rihanna en Detroit, Míchigan 's Comerica Parque, Eminem llevaba una camiseta de marca "Shady XV". El 25 de agosto de 2014, tuiteó "Sí, es oficial... #SHADYXV Viernes Negro", dando lugar a especulaciones acerca de un comunicado en el Viernes Negro, que cayó el 28 de noviembre de 2014. También lanzó a 20 segundos de vídeo teaser, que ofrece imágenes de Eminem y otros artistas Shady Records. El mismo día, 25 de agosto de un comunicado de prensa fue emitido en la web oficial de Eminem, anunciando que Shady XV, una compilación de dos discos con una colección de grandes éxitos de Shady para grabar en un disco nuevo y con material de Eminem, Slaughterhouse, Bad Meets Evil, D12 y Yelawolf.
El 13 de octubre de 2014, Eminem publicó un video de lo que muestra la ilustración de la próxima versión, junto con la descripción de "¡Volver a lo básico! Aquí está la cubierta para #SHADYXV para 11/24" en varios sitios web de medios sociales. La cubierta representa una máscara de hockey negra y roja diseñada por 'Cuzzalo' y bajo dos motosierras cruzadas.
El álbum fue lanzado en disco y como descarga digital el 24 de noviembre de 2014, 15 aniversario de Shady Records. El disco "Grandes Éxitos" contiene pistas de artistas de Shady Records, así como 50 Cent, Obie Trice, Bobby Creekwater, Ca$his y Stat Quo. La lista de canciones fue revelada el 29 de octubre de 2014 en la web oficial.

## Lista de canciones

### Disco X
| Disc one (X) | | |                                                 |          |  |
| N.º          | Título | Escritor(es) | Productor(es)                                   | Duración |  |
| 1.           | «Shady XV» (performed by Eminem)                                                                              | Marshall Mathers, William Squier | Eminem                                          | 5:01     |  |
| 2.           | «Psychopath Killer» (performed by Slaughterhouse featuring Eminem and Yelawolf)                               | Dominick Wickliffe, Ryan Montgomery, Mathers, Luis Resto, Michael Atha, Matthew Samuels, Zale Epstein, Brett Kruger, Daniel Daley, Justin Smith | Boi-1da, The Maven Boys (co.), Just Blaze (co.) | 5:19     |  |
| 3.           | «Die Alone» (performed by Eminem featuring Kobe)                                                              | Mathers, Resto | Eminem, Resto, Felix Flint (add.)               | 3:36     |  |
| 4.           | «Vegas» (performed by Bad Meets Evil)                                                                         | Mathers, Montgomery, Resto | Eminem, Resto (add.)                            | 5:36     |  |
| 5.           | «Y'All Ready Know» (performed by Slaughterhouse)                                                              | Wickliffe, Montgomery, Joell Ortiz, Joe Budden, Christopher Martin                                                                              | DJ Premier                                      | 3:51     |  |
| 6.           | «Guts Over Fear» (performed by Eminem featuring Sia)                                                          | Mathers, Resto, Emile Haynie, John Hill, Sia Furler                                                                                             | Emile Haynie, John Hill, Eminem (co.)           | 5:01     |  |
| 7.           | «Down» (performed by Yelawolf)                                                                                | Atha, Clifton Rogers, Don Nix | Conrad Clifton                                  | 3:26     |  |
| 8.           | «Bane» (performed by D12)                                                                                     | Denaun Porter, Marvin O'Neal, Ondre Moore, Rufus Johnson, Von Carlisle                                                                          | Mr. Porter, Marv Won (co.)                      | 4:24     |  |
| 9.           | «Fine Line» (performed by Eminem)                                                                             | Mathers, Resto | Eminem, Resto (add.)                            | 5:07     |  |
| 10.          | «Twisted» (performed by Skylar Grey, Eminem and Yelawolf)                                                     | Mathers, Resto, Atha, Holly Hafermann, Herb Rooney                                                                                              | Eminem, Resto (add.)                            | 4:59     |  |
| 11.          | «Right for Me» (performed by Eminem)                                                                          | Mathers, Resto | Eminem, Resto (add.)                            | 4:57     |  |
| 12.          | «Detroit vs. Everybody» (performed by Eminem, Royce da 5'9", Big Sean, Danny Brown, Dej Loaf and Trick-Trick) | Mathers, Montgomery, Deja Trimble, Daniel Sewell, Sean Anderson, Patrick Baril, James Brown, Peter Beveridge, Andy James, J. Trotti             | Statik Selektah, Eminem                         | 5:57     |  |

#### European bonus track
| N.º | Título                                   | Escritor(es)                                                | Producer(s) | Duración |  |
| 13. | «Till It's Gone» (performed by Yelawolf) | Atha, William "WLPWR" Washington, Mike Hartnett, Matt Hayes | WLPWR       | 4:38     |  |

### Disco V
| Disc two (V) |                                                                                    | |                                      |          |  |
| N.º          | Título                                                                             | Escritor(es) | Producer(s)                          | Duración |  |
| 1.           | «I Get Money» (performed by 50 Cent)                                               | Curtis Jackson, William Stanberry, Kirk Robinson                                                                                                  | Apex                                 | 3:43     |  |
| 2.           | «Purple Pills» (performed by D12)                                                  | Carlisle, DeShaun Holton, Johnson, Mathers, Moore, Porter, Jeff Bass                                                                              | Eminem, Bass (add.)                  | 5:04     |  |
| 3.           | «Lose Yourself» (performed by Eminem)                                              | Mathers, Bass, Resto | Eminem, Bass (add.)                  | 5:20     |  |
| 4.           | «Cry Now» (performed by Obie Trice, Kuniva, Bobby Creekwater, Cashis and Stat Quo) | Obie Trice, Dewitt Moore, Bryan Johnson, Joseph Scott, Don Robey, C. Louis, D. Campbell, Stanley Benton, Ramone Johnson, Carlisle, Antione Rogers | Witt & Pep                           | 5:09     |  |
| 5.           | «Let's Roll» (performed by Yelawolf featuring Kid Rock)                            | Atha, Jimmy Giannos, Dominic Jordan, Das Simmons, Jason Boyd                                                                                      | The Audibles, Mr. Pyro, Eminem (co.) | 3:55     |  |
| 6.           | «Hammer Dance» (performed by Slaughterhouse)                                       | Montgomery, Budden, Ortiz, Wickliffe, Ana Orellana, Jonathan Davis, Reginald Arvizu, James Shaffer, David Silveria, Brian Welch                   | AraabMuzik                           | 4:05     |  |
| 7.           | «P.I.M.P.» (performed by 50 Cent)                                                  | Jackson, Porter | Mr. Porter                           | 4:09     |  |
| 8.           | «You Don't Know» (performed by Eminem, 50 Cent, Cashis and Lloyd Banks)            | Mathers, Jackson, Christopher Lloyd, Ramone Johnson, Resto                                                                                        | Eminem, Resto (add.)                 | 4:17     |  |
| 9.           | «My Band» (performed by D12)                                                       | Porter, Moore, Holton, Carlisle, Rufus Johnson, Mathers, Resto, Steve King                                                                        | Eminem, Resto (add.)                 | 4:58     |  |
| 10.          | «Wanna Know» (performed by Obie Trice)                                             | Trice, William Jones, Dennis Webber, Haynie | Haynie                               | 4:04     |  |
| 11.          | «Wanksta» (performed by 50 Cent)                                                   | Jackson, John Freeman | John "J-Praize" Freeman              | 3:38     |  |
| 12.          | «The Setup» (performed by Obie Trice featuring Nate Dogg)                          | Trice, Andre Young, Mike Elizondo, Nathaniel Hale                                                                                                 | Dr. Dre, Elizondo                    | 3:13     |  |
| 13.          | «In da Club» (performed by 50 Cent)                                                | Jackson, Young, Elizondo | Dr. Dre, Elizondo (co.)              | 3:13     |  |
| 14.          | «Fight Music» (performed by D12)                                                   | Carlisle, Holton, Rufus Johnson, Mathers, Moore, Porter, Young, Elizondo                                                                          | Dr. Dre                              | 4:21     |  |
| 15.          | «Pop the Trunk» (performed by Yelawolf)                                            | Atha, Washington | WillPower                            | 3:48     |  |

#### Bonus Track
| Bonus track |                                                               |                      |                     |          |  |
| N.º         | Título                                                        | Escritor(es)         | Producer(s)         | Duración |  |
| 16.         | «Lose Yourself» (original demo version) (performed by Eminem) | Mathers, Bass, Resto | Eminem, Bass (add.) | 3:00     |  |

#### Best Buy bonus track
| Best Buy bonus track |                                                        |                         |             |          |  |
| N.º                  | Título                                                 | Escritor(es)            | Producer(s) | Duración |  |
| 17.                  | «Don't Front» (performed by Eminem featuring Buckshot) | Mathers, Kenyatta Blake | Katalyst    | 4:46     |  |

Sample credits
- "Shady XV" contiene elementos de "My Kinda Lover", escrita e interpretada por Billy Squier.
- "Down" contiene elementos de "Going Down", escrita por Don Nix e interpretada por Freddie King.
- "Twisted" contiene elementos de "Synthetic Substitution", escrita por Herb Rooney e interpretada por Melvin Bliss.
- "Detroit vs. Everybody" contiene elementos de "Funky Drummer", escrita e interpretada por James Brown, y "Static on the Frequency", escrita por Peter Beveridge, Andy James y Jon Trotti e interpretada por Peter Beveridge.
- "I Get Money" contiene elementos de "Top Billin'", escrita por Kirk Robinson e interpretada por Audio Two.
- "Cry Now" contiene elementos de "Blind Man", escrita por Joseph Scott and Don Robey, e interpretada por Bobby "Blue" Bland.
- "Hammer Dance" contiene elementos de "Falling Away from Me", escrita por Jonathan Davis, Reginald Arvizu, James Shaffer, David Silveria y Brian Welch, e interpretada Korn.
- "Wanna Know" contiene elementos de "It Couldn't Be Me", escrita por William Jones y Dennis Webber e interpretada por Power of Zeus.